# لويس فيليبي غوتيريز
لويس فيليبي غوتيريز هو منافس ألعاب قوى كوبي، ولد في 9 يناير 1988 في بينار ديل ريو في كوبا.